# Gaio Giulio Bassiano
Gaio Giulio Bassiano (latino: Gaius Julius Bassianus; II secolo – 217) è stato un sommo sacerdote di El-Gabal, dio del sole di Emesa, legato alla dinastia dei Severi dell'Impero romano in quanto padre di Giulia Domna, moglie dell'imperatore Lucio Settimio Severo, e nonno dell'imperatore Caracalla, nonché bisnonno degli imperatori Eliogabalo e Alessandro Severo.

## Biografia

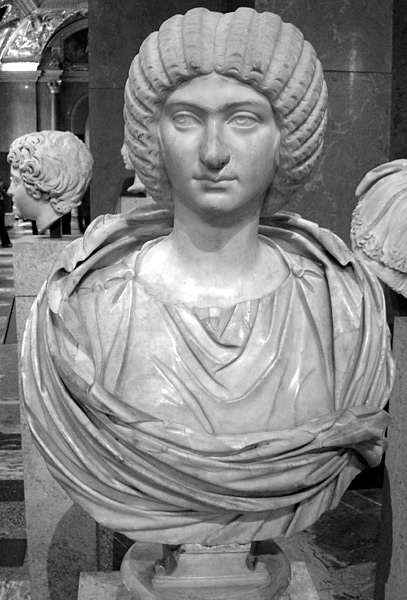
L'imperatrice Giulia Domna, figlia di Bassiano e moglie di Lucio Settimio Severo.

Bassiano era un arabo, gran sacerdote del Tempio del Sole incaricato di custodire la pietra sacra rappresentante il dio solare arameo El-Gabal. Bassiano era anche membro della famiglia reale di Emesa (dell'omonima città  in Siria), che doveva la propria influenza proprio al fatto di fornire i sacerdoti del dio: il nome Bassianus deriva probabilmente dal titolo sacerdotale basus. La famiglia reale di Emesa apparteneva all'aristocrazia siriana araba e costituiva un regno cliente dell'Impero romano. Bassiano potrebbe essere stato un discendente della principessa Drusilla di Mauretania e forse l'antenato della regina siriana Zenobia di Palmira. Non è noto l'inizio del suo sacerdozio, ma nel 187 era gran sacerdote a Emesa.
L'ufficiale romano Lucio Settimio Severo aveva visitato Emesa sulla base di un oroscopo che gli aveva rivelato che avrebbe trovato sua moglie in Siria. Bassiano gli presentò le proprie due figlie, avute dalla moglie dal nome sconosciuto: la figlia maggiore Giulia Mesa, che era sposa del nobile siriano Giulio Avito e aveva due figlie (Giulia Soemia e Giulia Avita Mamea), e la figlia minore Giulia Domna, che non era sposata. Severo e Domna si sposarono poco dopo, ed ebbero due figli, Lucio Severo Bassiano (186-217), anche noto come Caracalla, e Publio Settimio Geta (189-211), entrambi imperatori romani dopo il proprio padre.